# Jiajie Yu Yan
Jiajie Yu Yan (Barcelona, 1989) es un director, guionista y productor de cine español de origen chino. Su cortometraje Xiao Xian, rodado en chino, fue nominado al Goya a Mejor Cortometraje de Ficción en 2020. 

## Biografía
Jiajie Yu Yan nació en Barcelona en 1989. Su primera experiencia en un rodaje fue en 2007, participando como actor en un anuncio para Pepsi. Desde entonces supo que lo suyo era estar en un set de rodaje.
Se licenció en Comunicación Audiovisual por la Universidad Ramon Llull e hizo un Máster de Guion y Dirección Cinematográfica en la escuela de cine Bande à Part. Gracias a una beca, obtenida entre más de 380 participantes, se mudó a Madrid para estudiar un Máster de Dirección de Fotografía en Cine Digital en EFTI.

## Trayectoria profesional
Sus proyectos han sido galardonados en dos ocasiones consecutivas por Thailand International Film Destination Festival, con sus cortometrajes A Lonely Trip (2014) y Blissful City (2015). Ambos proyectos forman parte de Amazing Thailand Film Challenge, certamen donde directores de diferentes partes del mundo asumían el reto de rodar y entregar el proyecto en tan solo 5 días y con un equipo formado por solamente 2 personas.
Su cortometraje Aliens (2016), se filmó en Benidorm y ha sido seleccionado en más de 40 festivales españoles e internacionales, varios de ellos calificadores para los Premios Goya.
Su último proyecto Xiao Xian (2019), fue la primera obra en mandarín que compite en los Premios Goya 2020 a mejor cortometraje de ficción y ha conseguido el récord de 10 nominaciones de las cuales quedó como ganador en 5 categorías en los Premios Fugaz (CortoEspaña). Actualmente se sigue distribuyendo en festivales, consiguiendo, hasta el momento, más de 100 selecciones oficiales y más de 30 premios.
Tras el éxito de Xiao Xian, decide desarrollar San Dai Shi Guang, su primer largometraje seleccionado para formar parte de la Residencia de la Academia de las Artes y las Ciencias Cinematográficas de España (AACCE). Un retrato sobre la comunidad china en Barcelona a través de la mirada de tres generaciones.

## Premios y nominaciones
Premios Goya
| Año  | Categoría          | Película  | Resultado |
| ---- | ------------------ | --------- | --------- |
| 2020 | Mejor Cortometraje | Xiao Xian | Nominado  |

Premios Fugaz
- 2020 - Ganador de 5 premios en las categorías de Mejor dirección, Mejor dirección de fotografía, Mejor dirección de arte, Mejor vestuario y Mejor sonido - Xiao Xian[8]

### Otros premios y nominaciones
- 2019 - Festival de Málaga Selección Oficial - Xiao Xian
- 2019 - Brussels Short Film Festival Next Generation - Xiao Xian
- 2019 - Tirana International Film Festival Sección Paralela - Xiao Xian
- 2019 - Camerimage International Film Festival Student Etudes Competition - Xiao Xian
- 2019 - ALCINE Sección Oficial - Xiao Xian
- 2019 - Mostra de Curtas Noia[4] Mejor Cortometraje y Director - Xiao Xian
- 2019 - Abycine Sección Oficial - Xiao Xian
- 2019 - Oldenburg International Film Festival Sección Oficial - Xiao Xian
- 2019 - Jameson CineFest Miskolc International Film Festival Sección Oficial - Xiao Xian

## Filmografía

### Cortometrajes
- 2024 - Xiao Wei
- 2024 - Crías
- 2021 - No Voice
- 2019 - Xiao Xian
- 2016 - Aliens